# NGC 2429B
NGC 2429B في الفهرس العام الجديد، هي مجرة، تقع في كوكبة الوشق. اوقد أضيف في وقت لاحق إلى الفهرس العام الجديد.

## روابط خارجية
- NGC 2429B على موقع ويكي سكاي: DSS2, SDSS, GALEX, IRAS, Hydrogen α, X-Ray, Astrophoto, Sky Map, Articles and images